# یوزف ایخیم
یوزف ایخیم (آلمانی: Josef Eichheim; ۲۳ فوریهٔ ۱۸۸۸ – ۱۳ نوامبر ۱۹۴۵) بازیگر اهل آلمان بود.
از فیلم‌ها یا برنامه‌های تلویزیونی که وی در آن نقش داشته‌است می‌توان به تونل، دوریت کوچک، ناک‌اوت، و کیکی اشاره کرد.